# Ortopla reliquenda
Ortopla reliquenda là một loài bướm đêm trong họ Noctuidae.